# آنا نيكوليتش
آنا نيكوليتش (بالصربية: Ана Николић)‏ (و. 1978  م) هي مغنية، وممثلة أفلام صربية، ولدت في ياغودينا، بدأت مشوارها المهني سنة 2003.

## وصلات خارجية
- آنا نيكوليتش على موقع IMDb (الإنجليزية)
- آنا نيكوليتش على موقع ميوزك برينز (الإنجليزية)
- آنا نيكوليتش على موقع ديسكوغز (الإنجليزية)
- آنا نيكوليتش على موقع قاعدة بيانات الفيلم (الإنجليزية)

- آنا نيكوليتش في قاعدة بيانات الأفلام على الإنترنت